# 南园公园

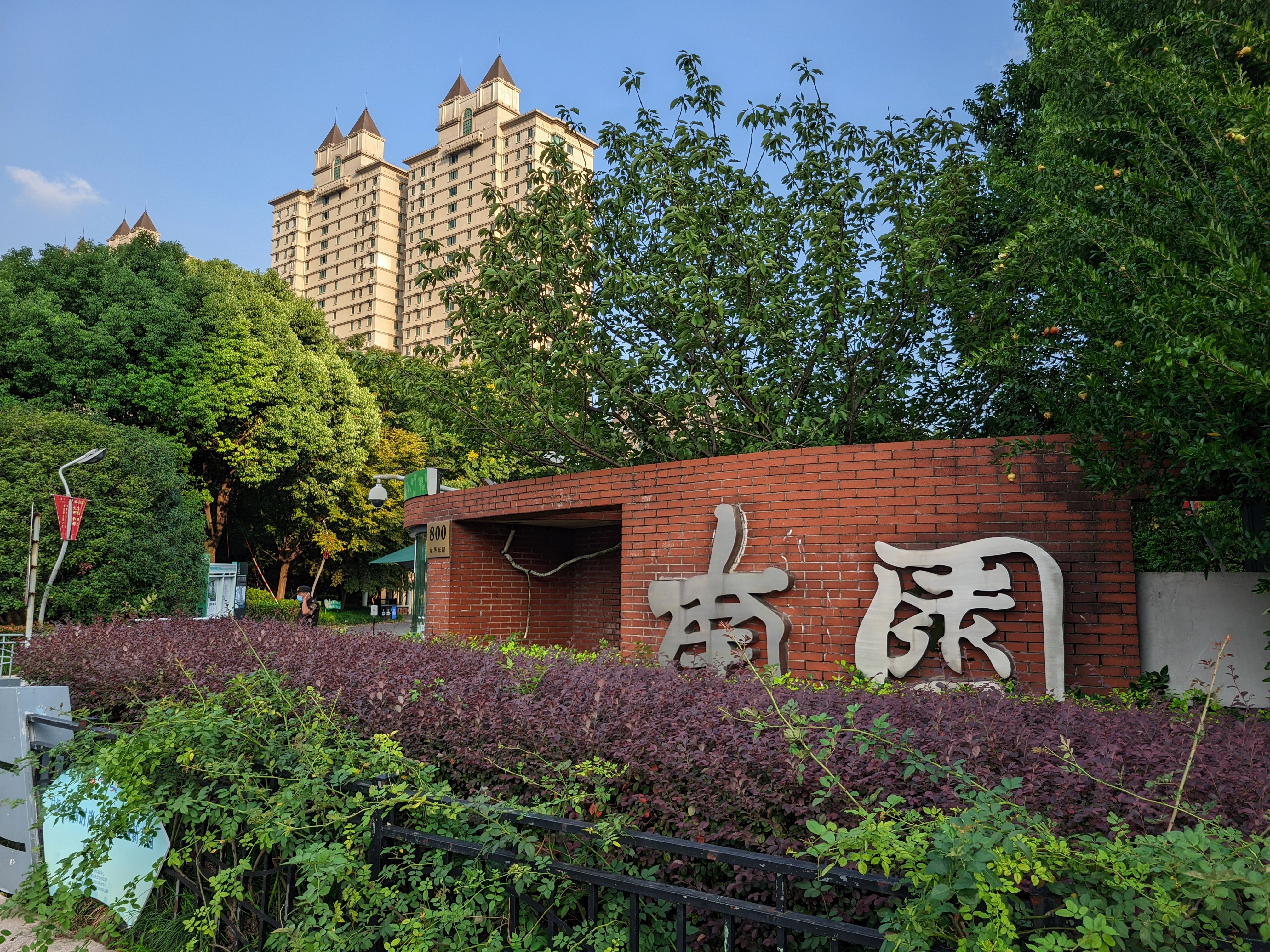
南園公園入口

南园公园又稱南園濱江公園、南園濱江綠地，是中華人民共和國上海市黃浦區的一座公園，位於黃浦江邊，面積15838平方米。該公園所在地原為閩南同鄉泉漳會館和泉漳中學，俗稱南園。1957年10月15日此地改建為公園，公園沿用南園名稱。1960年9月，公園轉變成盧灣區副食品公司的飼料加工廠並停止對外開放。1964年6月1日，南園公園恢復公園功能並再度對外開放。1965年6月，因公園附近要修建打浦路隧道，南園公園二度關閉。1979年6月11日，南園公園第三次開園。